# Precis octavia
Precis octavia (denominada popularmente, em língua inglesa, Gaudy Commodore) é uma borboleta da família Nymphalidae e subfamília Nymphalinae, encontrada na região afro-tropical. Foi classificada por Pieter Cramer, com a denominação de Papilio octavia, em 1777, e sua descrição, inicialmente de sua forma de coloração sempre alaranjada (Precis octavia octavia), foi publicada na obra De Uitlandsche Kapellen Voorkomende In de Drie Waereld-deelen, Asia, Africa en America. Esta é a espécie-tipo do gênero Precis Hübner, [1819].

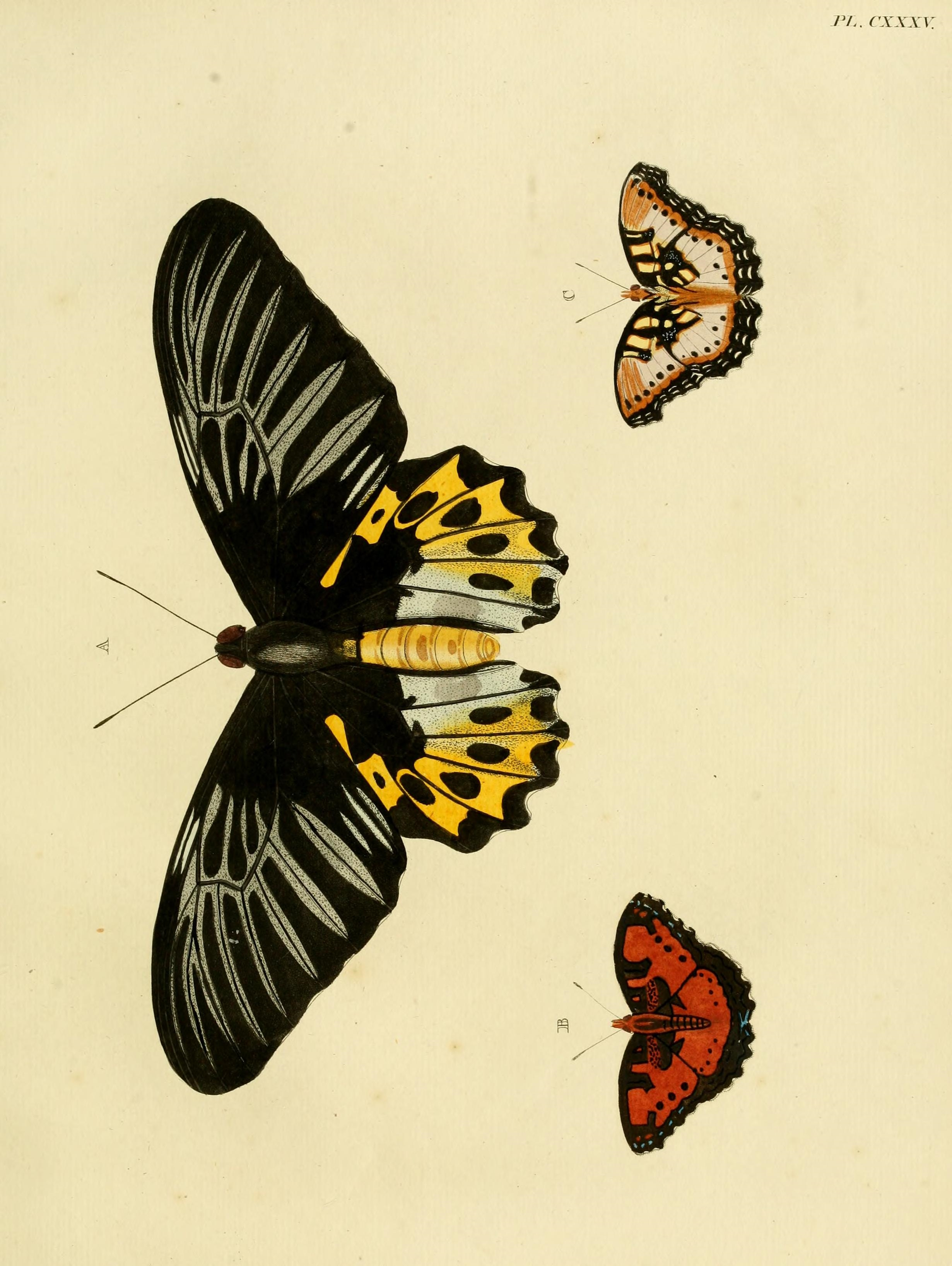
Ilustração da obra De Uitlandsche Kapellen Voorkomende In de Drie Waereld-deelen, Asia, Africa en America com a descrição original de P. octavia. A borboleta maior é um Papilionidae da região indo-malaia.

## Descrição e distribuição
Esta espécie possui duas variações de coloração que dependem da umidade relativa em seu habitat, inicialmente sendo classificadas como espécies distintas. A sua variação de coloração azul fora identificada como Precis sesamus por Trimen, em 1883, na obra Transactions of the Entomological Society of London. Suas subespécies possuem distinta distribuição geográfica.

### Subespécie sem forma de estação seca:Precis octavia octavia(Cramer, [1777])
A subespécie do norte (Precis octavia octavia), encontrada no Sudão, Nigéria, Serra Leoa, Etiópia e Somália, tem apenas uma forma que é alaranjada com marcas pretas.

### Subespécie com forma de estação seca:Precis octavia sesamusTrimen, 1883
A subespécie do sul (Precis octavia sesamus) tem uma forma de verão (natalensis) que é alaranjada com marcas negras e uma forma de inverno (sesamus) que é azul com uma linha de marcas vermelhas nas asas. A forma de inverno é ligeiramente maior que a forma de verão. Em ambas as formas, os machos e fêmeas são iguais, no entanto as fêmeas são um pouco maiores. Durante o período de transição entre as estações do ano, ambas as formas voam juntas, mas as formas intermediárias são muito raras. É encontrada na África do Sul, Essuatíni, República Democrática do Congo, Rodésia, Moçambique, Quênia, Uganda, sul do Zaire e Angola.

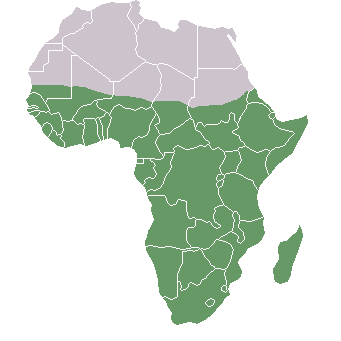
A região afro-tropical, incluindo a África subsariana, é o habitat de P. octavia sesamus.
A região ao leste do deserto do Saara, é parte do habitat de Precis octavia octavia.[2]

## Habitat e hábitos
Os verdadeiros habitats desta espécie são a savana, entre arbustos de Acacia e em florestas abertas, mas a espécie adaptou-se a usar uma série de habitats adicionais, incluindo florestas secundárias, arboretos, jardins botânicos e ambientes antrópicos; buscando avidamente o néctar de flores silvestres, podendo ser avistadas em áreas de pastagens; geralmente mantendo suas asas eretas ou entreabertas em pouso, mas também aquecendo-se com sua asas totalmente abertas quando estão no solo ou em folhagem baixa.

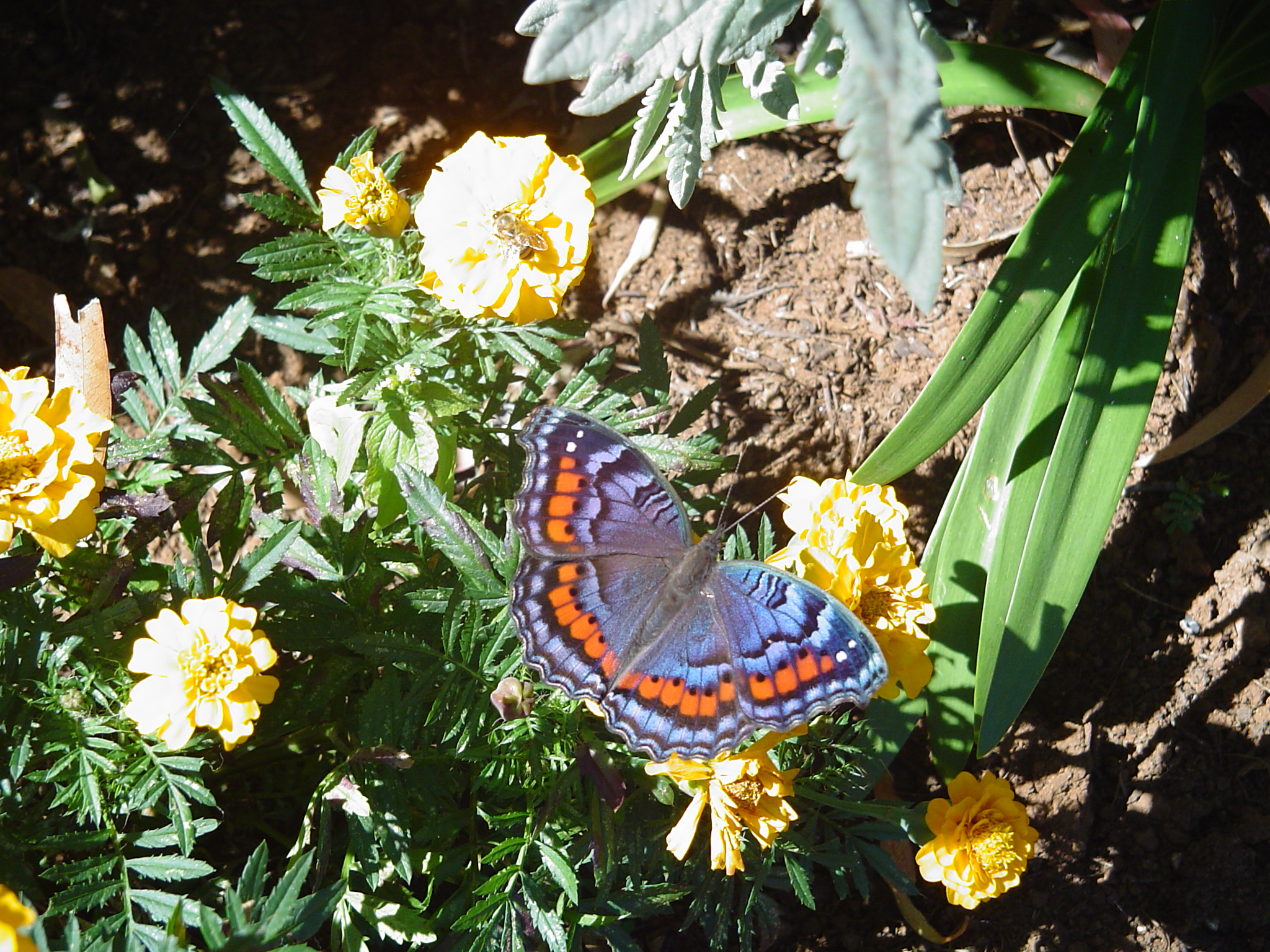
Forma de estação seca da subespécie afro-tropical Precis octavia sesamus em seu habitat.